# Salame genovese di Sant'Olcese
Il comune di Sant'Olcese (e un tempo anche la confinante frazione Orero del comune di Serra Riccò) è noto per la produzione del tipico salame macinato a grana grossa e a limitata stagionatura.
Sembra che gli antichi Liguri che abitavano la Valpolcevera avessero appreso dai Romani le tecniche per la conservazione delle carni suine. Queste tecniche sono state tramandate per secoli dai contadini della zona di Sant'Olcese, dove un tempo era diffuso l'allevamento dei suini.
Il salame chiamato "di Sant'Olcese" fu prodotto per la prima volta a Orero, oggi frazione del comune di Serra Riccò, ma che sino al 1877 faceva parte del comune di Sant'Olcese. La produzione a livello industriale e il successo commerciale nell'area genovese iniziarono sicuramente prima dell'inizio del XIX secolo.

Attualmente la produzione di questo salume è limitata a due salumifici di Sant'Olcese, entrambi di antiche origini.

## Preparazione
Il salame di Sant'Olcese è fatto con parti uguali di carni suine e bovine.
La carne bovina deriva da animali adulti che provengono dal Piemonte, ed in particolare dalle zone dell'Astigiano, dell'Alessandrino e del Cuneense, appartenenti alle razze Bianca Piemontese e Brunalpina.
La carne suina (lardello e pancetta, 60% magra e 40% grassa) oggi non è più prodotta localmente, ma proviene da allevamenti selezionati nell'Italia settentrionale.
Il processo di produzione differisce da quello degli altri salami italiani e prevede il taglio manuale delle carni (dopo aver eliminato tendini e cartilagini), quindi passate al tritacarne le parti magre (mentre vengono lasciate a cubetti le parti grasse), mescolate con pepe nero in grani (alcuni lo omettono), aglio in polvere, vino bianco della Val Polcevera e sale e poi insaccate e legate a mano, pratica che presuppone una notevole abilità e specializzazione del personale.
I salami sono quindi sottoposti alla stagionatura, prima per pochi giorni in un apposito locale al calore di un braciere alimentato con legna di rovere, poi per due o tre mesi sono esposti all'aria in un locale asciutto a temperatura e umidità controllate.
Con le parti di maiale non utilizzate viene prodotta la Mostardella.

## Degustazione
Tradizionalmente in primavera questo salame viene mangiato accompagnato da fave novelle e pecorino sardo fresco ed olio extravergine d'oliva ligure.
Presenta al taglio un aroma fragrante ed un leggero gusto di aglio che ne accentua la delicatezza.